# 한영원
한영원(韓永源, 1871년 8월 11일 ~ 1934년 2월 13일)은 대한제국과 일제강점기의 관료로, 호는 성석(惺石), 본관은 청주이며 본적은 경성부 권농정이다.
1921년 민원식, 김명준 등과 함께 조선인 참정권과 자치권을 주장하는 국민협회에서 활동하였으며, 민원식이 죽은 뒤에도 김명준과 함께 국민협회를 이끌며 1931년까지 활동했다.

## 생애
1891년 7월부터 1894년 3월까지 관립일본어학교에서 일본어를 배웠으며 1895년부터 1896년까지 주차일본공사관(駐箚日本公使館)에서 근무했다. 1897년 2월 6일에 열린 에이쇼 황태후의 장의예식에서 특명전권대사 서기관으로 파견되었고 같은 해 2월 23일 일본 정부로부터 훈4등 욱일소수장을 받았다. 1897년 12월 4일 일본에서 귀국한 뒤 대한제국 중추원 의관(1898년 9월 ~ 1898년 12월), 궁내부 수륜과장(1900년 5월)을 역임했으며 1903년 12월 무안항 사판관(査辦官)으로 임명되었다.
1904년 3월부터 1905년 12월까지 무안감리, 무안항재판소 판사, 동래감리, 부산항재판소 판사를 역임했으며 개성부윤(1905년 12월)과 경기도 개성군수(1906년 10월 ~ 1906년 12월), 장예원 전사(1910년 8월)를 역임했다. 1912년 8월 1일 일본 정부로부터 한국병합기념장, 1915년 11월 10일 다이쇼대례기념장을 받았고 1917년부터 1921년까지 조선총독부 중추원 촉탁으로 근무했다. 1918년 1월부터 12월까지 조선어사전 심사위원을 역임했으며 1921년 4월 28일부터 1934년 2월 13일 사망할 때까지 조선총독부 중추원 참의를 역임했다.
1921년 민원식, 김명준 등과 함께 조선인 참정권과 자치권을 주장하는 국민협회의 조직에 참여, 국민협회 평의원(1921년)과 상담역(1925년 2월 ~ 1931년 1월)이었으며, 민원식이 죽은 뒤에도 김명준과 함께 국민협회를 이끌었다. 그밖에 동민회 평의원(1926년 11월 ~ 1929년 5월)으로 활동했으며 1928년 11월 16일 일본 정부로부터 쇼와대례기념장을 받았다. 
1926년 2월 18일 이완용후작 장례식 장의역원을 정할 때, 장의위원회 회장자접시원(會葬者接侍員)의 한 사람으로 진행에 참여했다.
1933년 2월 23일 조선총독부 중추원의 위문 대표자의 한 사람로 만주에 주둔하고 있던 일본군을 위문했고 같은 해 7월에는 중추원 시정연구회 사회부 주사위원으로 위촉되었다.

### 사후
친일파 708인 명단의 중추원 부문, 민족문제연구소의 친일인명사전 수록자 명단의 중추원 부문, 친일반민족행위진상규명위원회가 발표한 친일반민족행위 705인 명단에 포함되었다.

## 같이 보기
- 참정권
- 자치권
- 국민협회
- 민원식
- 박중양
- 신석우
- 김명준

## 참고자료
- 친일반민족행위진상규명위원회 (2009). 〈한영원〉. 《친일반민족행위진상규명 보고서 Ⅳ-18》. 서울. 917~928쪽.

1. ↑  "聖恩鴻大 故李侯爵邸에 御沙汰書御下賜", 매일신보 1926년 2월18일자 1면 5단